# South Carolina
För andra betydelser, se South Carolina (olika betydelser).
South Carolina (äldre svenska: Sydkarolina eller Syd-Carolina) är en delstat i sydöstra USA. Huvudstaden heter Columbia. 

## Historia
1776 var Provinsen South Carolina en av de ursprungliga 13 brittiska kolonier som inledde uppror mot britterna och grundade USA. Den 23 maj 1788 antog South Carolina USA:s konstitution. 
1860-1861 var South Carolina en självständig republik på grund av slaveriet, för att sedan ingå i Amerikas konfedererade stater. 1868 återanslöts South Carolina till som en amerikansk delstat. Från 1848 var South Carolina den enda delstat som inte utsåg sina delegater till elektorskollegiet genom folkval; dessa utsågs istället av generalförsamlingen, ett system som behölls till rekonstruktionstiden. Presidentvalet 1868 var därmed det första som hölls på gräsrotsnivå i samtliga delstater genom någon form av allmän rösträtt.

## Större städer

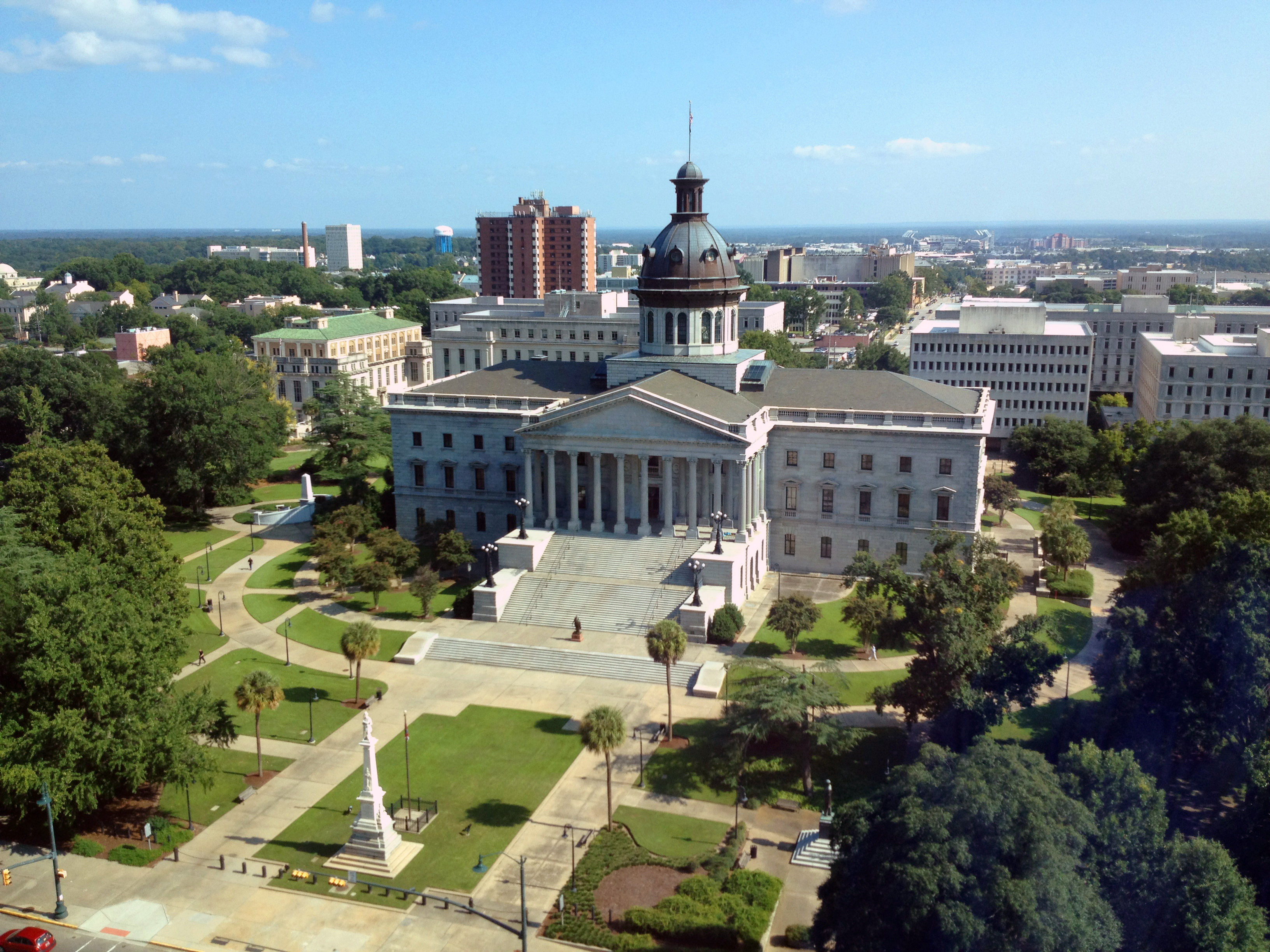
South Carolina State House i Columbia är säte för South Carolinas generalförsamling.

De tio största städerna i South Carolina (2007). 
1. Columbia – 124 818
2. Charleston – 110 115
3. North Charleston – 91 421
4. Rock Hill – 64 858
5. Mount Pleasant – 64 707
6. Greenville – 58 754
7. Summerville – 44 036
8. Spartanburg – 38 843
9. Sumter – 38 782
10. Goose Creek – 36 466

## Några kända personer från South Carolina
- Joe Frazier, professionell boxare
- Arthur Freed, textförfattare och filmproducent
- Althea Gibson, tennisspelare
- Dizzy Gillespie, jazzmusiker
- Nikki Haley, politiker
- Andrew Jackson, USA:s president nummer 7
- Jesse Jackson, pastor, människorättsaktivist
- Eartha Kitt, sångerska, skådespelerska
- James Longstreet, general
- William Westmoreland, general